# José M. Fernández de Velasco
José M. Fernández de Velasco Cremades (? - Reus 1940) va ser alcalde de Reus.
Gerent d'una important casa de vins de Reus, ca l'Yzaguirre, va ser regidor durant la Dictadura de Primo de Rivera. Nomenat alcalde de Reus el 7 d'octubre de 1939 en substitució de José Ramón de Amézaga, que havia dimitit del càrrec per un enfrontament amb el governador civil, va tenir un mandat breu amb un final tràgic: va morir d'accident de cotxe el 7 de maig de 1940, una mort que provocà una gran commoció i un solemne enterrament. En el seu mandat com a alcalde va comptar amb coneguts reusencs en el seu consistori, com ara Josep Caixés Gilabert, director de l'Institut, regidor durant la Dictadura i la República per la Lliga Regionalista, Joan Rofes, comerciant vinícola, Pau Ornosa Soler, farmacèutic, i després alcalde, Joan Bertran, que el va substituir a la seva mort i Felip Cabeza, cap del tradicionalisme local. Va promoure la construcció del "Monumento a los Caídos" que havia estat situat a l'actual plaça de la Llibertat, col·locant la primera pedra el 15 de gener de 1940, primer aniversari de l'entrada dels franquistes a Reus. A la seva mort, va ocupar interinament l'alcaldia de la ciutat Joan Bertran Borràs, del 7 de maig de 1940 a l'11 d'octubre del mateix any.